# Männige Berge
Die Männige Berge sind ein Grabhügelfeld das zwischen 1300 v. Chr. und der Zeitenwende – während der jüngeren Bronze- und vorrömischen Eisenzeit – nördlich von Spahnharrenstätte im Landkreis Emsland in Niedersachsen entstand. „Männige Berge“ heißen sie wegen ihrer großen Zahl, oder wegen der früher verbreiteten Vorstellung, dass „Männeken“ oder Zwerge in ihnen wohnen.
Die Männige Berge liegen in der Heide auf einem mit einzelnen Kiefern und Birken bestandenen Gräberfeld, das noch 61 gut erkennbare Hügel aufweist. Durch Bodenverfärbungen im Ackerland wird angezeigt, dass das Gräberfeld ursprünglich weitaus größer war. Neben unscheinbareren kommen auch über zwei Meter hohe Hügel vor.
Im Jahre 1970 wurden sechs Hügel durch H.- G. Peters, 1972 zwei weitere von Wolf-Dieter Tempel (1937–2017) untersucht. Diese Hügel waren aus Plaggen oder Sand errichtet. Umfangreiche Holzkohleschichten, vermischt mit Leichenbrand wurden in fünf der Hügel gefunden. Das verweist darauf, dass die Hügel über Scheiterhaufen aufgeschüttet wurden. Einige Hügel umgibt ein Kreisgraben. Während die meisten eine Bestattung bargen, fand man in einem Hügel neben der primären Urnenbestattung in den Resten einer zweiten Urne eine Nachbestattung. Unter den wenigen Funden befanden sich zwei spätbronzezeitliche oder früheisenzeitliche Beigefäße und eine eiserne Fibel der vorrömischen Eisenzeit.
Hügelaufbau und Funde zeigen, dass im Gräberfeld Männige Berge mit einer Belegung vom Ende der Bronzezeit bis in die vorrömische Eisenzeit zu rechnen ist. Größere Hügel können sogar der älteren Bronzezeit entstanden sein.
Das Hügelgräberfeld wird vom so genannten „Loruper Richtweg“, einem gerade verlaufenden Heideweg tangiert. Ein hohes Alter dieser Verbindung scheint möglich. Ein noch 300 m langes und bis 0,8 m hohes, „Schwedenschanze“ genanntes Wallstück mit östlich vorgelagertem Graben könnte als Wegsperre für diesen und einen weiteren südwestlich des Hügelgräberfeldes in Ost-West-Richtung verlaufenden Weg gedient haben.